# John J. O'Kelly
John Joseph O'Kelly (en irlandais : Seán Ua Ceallaigh ; connu sous le nom de Sceilg 7 juillet 1872 – 26 mars 1957) est un homme politique républicain irlandais, auteur et éditeur qui est président du Sinn Féin de 1926 à 1931, ministre de l'Éducation de 1920 à 1922 et Leas- Cheann Comhairle du Dáil Éireann de 1919 à 1921. Il est Teachta Dála de 1918 à 1921 et de 1922 à 1923.

## Jeunesse
O'Kelly est né à Coramore, sur l'Île de Valentia, au large de la côte du comté de Kerry. Il est le fils de Patrick Kelly, un agriculteur, et d'Ellen Sullivan,. Alors que sa date de naissance est enregistrée comme étant le 7 juillet 1872, sa famille l'indique comme étant le 4 juillet.

## Carrière politique
Il rejoint le Sinn Féin lors de sa réunion inaugurale le 5 novembre 1905. Après l'insurrection de Pâques de 1916, O'Kelly rejoint la Ligue nationale irlandaise et devient trésorier du Irish National Aid and Volunteers' Dependants' Fund pour le soulagement des prisonniers et de leurs familles. En février 1917, il est arrêté et déporté en Angleterre où il est interné sans procès pendant plusieurs mois. À sa libération, O'Kelly est élu au comité provisoire de la Ligue nationale irlandaise nouvellement fusionnée et du Sinn Féin, appelé par la suite Sinn Féin. Il est nommé rédacteur en chef de l'influent « Bulletin catholique ». Aux élections générales de 1918, il est élu député du Sinn Féin pour Louth par 255 voix lors de ce qui est le scrutin le plus serré en Irlande lors de cette élection. L'intensité du scrutin est due à la forte organisation AOH du comté qui fait campagne pour le député sortant de North Galway, Richard Hazleton, du Parti parlementaire irlandais.
O'Kelly prend son siège au Dáil Éireann en tant que député du Sinn Féin et est Leas-Cheann Comhairle (vice-président) de 1919 à 1921. Il est nommé ministre de l'éducation dans le gouvernement du 2e Dáil. Ce poste est élargi dans le gouvernement du 2e Dáil. De 1919 à 1923, il est président de la Ligue gaélique. Il s'oppose au traité anglo-irlandais ratifié par le Dáil en janvier 1922 et refuse d'accepter la légitimité de l'État libre d'Irlande créé en décembre 1922. Lui et d'autres soutiennent que la République irlandaise continue d'exister et que la faction du Deuxième Dáil, composée de ces députés anti-Traités qui ont refusé de siéger dans ce qui va devenir le Parlement de l'État libre, est le seul gouvernement légitime pour l'ensemble du pays. En juin 1922, il est élu au Troisième Dáil pour la circonscription de Louth-Meath mais s'abstient de siéger. En août 1923, alors qu'il est candidat républicain dans la circonscription de Meath, il est battu pour un siège abstentionniste au 4e Dáil. Il est de nouveau vaincu lors de l'élection partielle de Roscommon de 1925, sa dernière tentative électorale. Après la démission d'Éamon de Valera de la présidence du Sinn Féin en 1926, O'Kelly, qui maintient une ligne abstentionniste pour le Dáil Éireann, est élu à sa place et reste à ce poste jusqu'en 1931, date à laquelle Brian O'Higgins prend la direction.
O'Kelly est hostile à la Constitution irlandaise de 1937, affirmant qu'elle ne soutient pas suffisamment le républicanisme irlandais et que la Constitution n'exige pas non plus que le président irlandais soit d'origine irlandaise.
Sceilg est inhabituel parmi les républicains irlandais dans la mesure où il considère Daniel O'Connell et Tim Healy comme des héros politiques. Cela reflète apparemment le patriotisme local (les deux hommes viennent du sud-ouest de l'Irlande, près du lieu de naissance de Sceilg) et le catholicisme fervent de Sceilg, ce qui l'amène à exalter la réalisation d'O'Connell en matière d'émancipation catholique et les affirmations de Healy selon lesquelles l'adultère de Charles Stewart Parnell avec Katharine O'Shea a rendu Parnell inapte au leadership politique. Sceilg est également explicitement hostile à la République espagnole déclarée en 1931, la considérant comme anticatholique et soutenue par des francs-maçons pro-britanniques.

## Carrière littéraire
Il est un auteur prolifique sur des sujets liés à la langue et à l'histoire irlandaises, éditant Banba, The Catholic Bulletin et An Camán. Il est très religieux et catholique actif. O'Kelly s'oppose aux membres de l'IRA luttant contre Franco pendant la guerre civile espagnole. En 1938, il est l'un des sept députés abstentionnistes restants du Second Dáil qui ont transféré ce qu'ils croyaient être leur autorité en tant que gouvernement de la république d'Irlande au Conseil de l'armée de l'IRA.
En 1938, il visite l'Allemagne et publie plus tard ses impressions dans l'Irish Independent.

## Antisémitisme
De nombreux discours et écrits d'O'Kelly sont critiques à l'égard des francs-maçons et des juifs. En 1916, des membres de la communauté juive d'Irlande protestent après que le Catholic Bulletin ait publié une série d'articles du Père TH Burbage accusant la communauté juive de perpétrer des meurtres rituels. O'Kelly refuse de s'excuser pour les articles. O'Kelly publie également les écrits antisémites de Denis Fahey dans le Bulletin.
En 1930, O'Kelly, s'adressant à ses membres en tant que président du Sinn Féin, déclare : « Dans les signes de l'Antéchrist, l'Angleterre est aujourd'hui la proie de groupes rivaux de Juifs sans scrupules qui se battent pour leurs terres. » .
En 1939, O'Kelly s'exprime à l'hôtel de ville de Cork et fait l'éloge du traitement réservé aux Juifs par l'Allemagne nazie, en disant : « La difficulté de l'Angleterre est l'opportunité de l'Irlande ... Il me semble que l'Angleterre préfère implanter les Juifs en Irlande, comme elle a implanté les Cromwelliens Orangistes... Combien de personnes en Irlande pensent que le Traité de Versailles a placé l'Allemagne... avec le talon des Juifs sur son cou... tandis que l'usure juive s'émaciait et que la traite des esclaves juifs blancs cherchait à corrompre tout le pays",.
O'Kelly est décédé à l'Hospice Notre-Dame, Harold's Cross, le 26 mars 1957 et est enterré au Cimetière de Glasnevin le 28 mars.